# Podcrkavlje
Podcrkavlje è un comune della Croazia di 2 683 abitanti della regione di Brod e della Posavina.